# Literatura de la India
La literatura india, también denominada literatura hindú, es considerada habitualmente como una de las más antiguas del mundo. La República de la India tiene 22 lenguas oficialmente reconocidas, y a lo largo del tiempo se ha generado una amplia literatura en estas lenguas. Todas las grandes obras que conforman la literatura hindú, han marcado una huella en su tiempo dentro de esta cultura, sin embargo, ninguna otra creación literaria de la India ha sido tan exitosa en occidente como el Kamasutra, un libro erótico escrito por Mallanaga Vatsiayana.

## Contexto histórico cultural
En la región Paquistán, entre el 3300 y el 1300 a. C. se desarrolló la cultura del valle del río Indo, que fue una civilización de la Edad del Bronce que conformó el primer capítulo de la cultura y la historia de la India.
Aparecen los primeros agricultores, ganaderos y trabajadores del algodón y la industria, así como comerciantes y artistas. Estas civilizaciones antiguas construyeron ciudades muy planificadas y bien organizadas.
Posteriormente, y tras este extenso periodo, comenzó la cultura védica ―y su religión, el vedismo, que es la base de la religión hinduista―. Esta llegaría a su fin aproximadamente hacia el 500 a. E.
Tras muchos siglos de evolución artística y cultural que convirtieron a la cultura india en una de las más ricas del mundo, con el budismo y el desarrollo más profundo del hinduismo, que asentaron unos principios doctrinales y morales muy extendidos aún en estos días, la llegada de las invasiones occidentales impulsó más, si era posible, los límites de esta riqueza cultural que impregnó el resto de las civilizaciones occidentales de manera paulatina.
Finalmente tras la guerra de independencia india, contra el Imperio británico, nacen un conjunto de personalidades que personificaron la riqueza doctrinal, moral y literaria de la República de la India, así como el pensador y político pacifista Mahatma Gandhi o el escritor y premio nobel de literatura Rabindranath Tagore, máximo exponente de la literatura contemporánea en la India.
Hoy en día la India es una república democrática y constitucional. Todavía no logra deshacerse de su tradición de hambre e insalubridad ciudadana (en siglos anteriores, la mortalidad infantil alcanzaba el 300 o 400 por mil ―como en el resto del mundo―, pero mientras en la mayoría de los países la mortalidad infantil ya alcanza el 10 por mil o menos, ), en la que la población analfabeta alcanza alrededor del 60 % de la población total, a pesar de su enorme riqueza cultural.

## Literatura hinduista
La literatura hinduista se encuentra escrita en sánscrito, un idioma antiguo que se escribió con distintos tipos de escritura, la más conocida y actual de las cuales es la devanagari (sistema de escritura alfasilabaria o abugida). Este tipo de literatura hinduista se corresponde con las primeras formas de expresión literaria en la India, se dio enteramente en idioma sánscrito y abarca más de dos milenios de la historia india. Cabe señalar la importancia que tuvieron los diferentes dialectos sánscritos en este fase de la cultura hinduista. Este tipo de literatura es básicamente de carácter religioso y doctrinal. Las primeras manifestaciones del sánscrito en forma literaria son los denominados Vedas o “escritos del saber”, estos dan nombre al periodo Védico, que los engloba.

### Periodo védico (mediados del II milenio a.C.)[2]
Los indios no ubicaban en el tiempo los periodos y los textos. Los historiadores datan el periodo védico entre el 1600 y el 700 a. C. Su nombre se deriva de los cuatro Veda (‘verdad’), libros míticos y épicos transmitidos de manera oral en sánscrito antiguo por los sacerdotes brahmanes. Los Vedas se dividen en cuatro:
- Rig-veda: son 1028 himnos recogidos en diez mandalas, de carácter épico. Son alabanzas a los dioses arios que protagonizaban personificaciones de los fenómenos celestes naturales. Compuesto a mediados del II milenio a. C., es la obra más antigua de la literatura india.
- Sama-veda: es el mismo texto del Rig-veda pero ordenado de manera diferente, para facilitar la tarea de los sacerdotes que realizaban sacrificios de fuego.
- Iáyur-veda: también compuesto en su mayor parte por textos del Rig-veda, posee fórmulas mágicas, nombres sagrados, etc. relativos al culto religioso y al rito propiamente dicho. Está escrito en prosa poética y en verso.
- Atarva-veda: el más moderno de los libros Veda, está constituido por 730 himnos, recoge una tradición popular diferente del Rig-veda en forma de cantos rimados, ritos domésticos y litúrgicos y gran cantidad de composiciones más cercanas a la temática cotidiana que a la religiosa. Posee un léxico popular en sánscrito antiguo.

### Periodo posvédico (mediados del I milenio a.C.)
Hacia el siglo VII a. C. se compusieron las primeras Upanishad, textos filosóficos que contradecían las doctrinas de los textos védicos ―que eran completamente ritualistas y belicistas―. Estas nuevas doctrinas marcaron el final del periodo védico.

### El «Ramayana» y el «Majabhárata»
Hacia el siglo III a. C. se compusieron dos textos literarios escritos en sánscrito en forma de epopeya. Su datación es incierta, aunque casi indudablemente son posteriores a la aparición del budismo (hacia el siglo IV a. C.). Son el Ramaiana y el Majabárata. Relatan los mitos y leyendas de la India.
El Ramayana se atribuye al poeta Valmiki. Está compuesto por unos 50 000 versos, que relatan las luchas del príncipe dios  Rama, por salvar a su fiel esposa Sita del demonio Rávana.
El Majabhárata es la segunda obra más extensa de toda la literatura universal ―después del Cuentos tibetanos del rey Guesar (siglo II a. C.)― y consta de unos 220 000 versos llamados slokas. Se atribuye a Viasa, aunque se supone que es una obra compuesta por varias personas y en varios estilos diferentes. Esta obra en prosa que relata diversas historias entrelazadas, cuya trama principal trata sobre una guerra entre los piadosos Pándavas ―dirigidos por el príncipe Aryuna y su amigo el dios Krisna― y los impíos Kurus. En la sección que trata acerca de la guerra de Kuruksetra se incluye el Bagavad-guita, de 700 versos, que para los hinduistas es un libro sagrado (como es la Biblia para los cristianos).

### Periodo brahmánico. La religión hinduista
El brahmanismo es una religión de transición entre la religión védica (basada estrictamente en los ritualistas textos Vedas) y la religión hinduista (basada en los místicos textos Upanishads). El periodo brahmánico engloba un conjunto de explicaciones religiosas a los ritos explicados en los Vedas sobre los sacrificios. En este periodo de la historia la sociedad se dividía en cuatro castas: los sacerdotes (brahmanes), los guerreros (chatrías), los comerciantes y campesinos (vaishias, los esclavos (shudras, seres impuros); fuera de esas cuatro castas principales estaban los parias (subhumanos). A partir de esta corriente nacieron un conjunto de sectas doctrinales que en un principio se mantuvieron muy cerca de los principios iniciales. En esta corriente destacan los Dharma-sastras, libros de leyes entre los cuales el más conocido son las Leyes de Manu, libro que recoge las doctrinas y principios básicos que según Manu debía seguir la sociedad hinduista. Es un libro principalmente doctrinal que indica normas de conducta, del karma, de los castigos y las penitencias.
Además de la literatura religiosa encontramos tratados de arquitectura y urbanismo (como el Vastu-sastra), y tratados de política (como el Artha-sastra). Por todo el subcontinente se encuentran el drama hinduista devocional, la poesía y las canciones. Entre las más conocidas, están las obras de Kalidasa (autor de la famosa obra teatral sánscrita Sakuntala) y Tulsidas (que escribió un poema hinduista épico basado en el Ramaiana, llamado Rama-charita-manas).
Además de los libros de proverbios y enseñanza propiamente dichos, aparecen un conjunto de libros entre los que destacan el Pañcha-tantra (‘cinco doctrinas’) y el Hitopadesa (libro de cuentos y fábulas con moraleja). Ambos libros tuvieron cierta importancia en la cultura occidental, ya que inspiraron a autores como el arcipreste de Hita, Chaucer, La Fontaine y Boccaccio.
Finalmente, cabe destacar que en el sur de la India es reconocida la poesía tamil del periodo Sangam (siglo I a. C.). En canarés, los extintos Chudamani (‘joya cimera’) y Prabhrita ―ambos del siglo VII o antes― son significativos.

## Literatura budista
La literatura religiosa budista conformó en el pasado una parte considerable de la literatura de la India, con textos que van desde discursos doctrinales a biografías, aunque hoy en día sea solo especialmente preservada en lenguas extranjeras como el chino.

### Buda y el periodo búdico
El periodo búdico hace referencia a las doctrinas del profeta Buda (460-380 a. C.).

## Literatura musulmana
Las tradiciones literarias musulmanas dominan también una parte de la cultura india.
En el periodo medieval, durante el cual la India estuvo casi siempre bajo poder musulmán, la literatura musulmana india floreció especialmente como poesía persa y urdu.

## En lenguas indias comunes

### Literatura asamesa

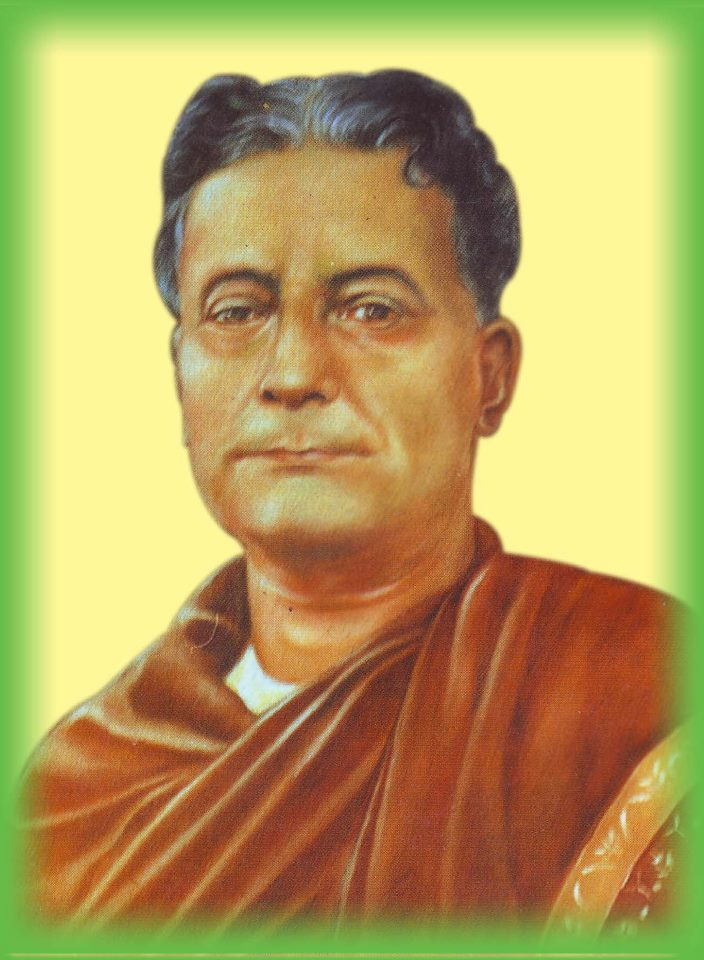
Lakshminath Bezbaroa, poeta, novelista y dramaturgo asamés de la moderna literatura asamesa

Los Charyapada budistas se citan a menudo como el ejemplo más antiguo de la literatura en lengua asamesa. Los Charyapada son Vajrayana budistas compuestos entre los siglos VIII y XII. Estos escritos guardan similitudes con las lenguas oriya y bengalí. Los rasgos fonológicos y morfológicos de estos cantos, algunos de los cuales se conservan, tienen un gran parecido con el asamés.
Después de los Charyapadas, el periodo puede dividirse de nuevo en (a) Pre-Vaishnavita y (b) subperiodos vaishnavitas. El primer escritor asamés conocido es Hema Saraswati, que escribió un pequeño poema "Prahlada Charita". En la época del rey Indranarayana (1350-1365) de Kamatapur los dos poetas Harihara Vipra y Kaviratna Saraswati compusieron Asvamedha Parva y Jayadratha Vadha respectivamente. Otro poeta llamado Rudra Kandali tradujo el Drona Parva al asamés. Pero el poeta más conocido del subperíodo prevaisnavita es Madhav Kandali, que tradujo el Ramayana de Valmiki a versos asameses (Kotha Ramayana, siglo XI) bajo el patrocinio de Mahamanikya, un rey kachari de Jayantapura.
Los escritores asameses del período vaishnavita habían sido Srimanta Sankardev, Madhabdev, Damodardev, Haridevand Bhattadev. Entre ellos, Srimanta Sankardev ha sido ampliamente reconocido como el principal literato asamés de todos los tiempos, y generalmente reconocido como el que introdujo el drama, la poesía, la forma de danza clásica llamada Satriya, la forma de música clásica llamada Borgeet, el arte y la pintura, la representación escénica del drama llamada Bhaona y la tradición Satra del estilo de vida monástico. Sus principales discípulos, Madhabdev y Damodardev, siguieron sus pasos y enriquecieron el mundo literario asamés con sus propias contribuciones. El discípulo de Damodardev, Bhattadev, es reconocido como el primer escritor indio en prosa, que introdujo el estilo único de escritura en prosa en asamés.
De la era post-Vaishnavita de la literatura asamesa, notables escritores asameses modernos son Lakshminath Bezbaruah, Padmanath Gohain Baruah, Hemchandra Goswami, Hem Chandra Barua, Atul Chandra Hazarika, Nalini Bala Devi, Birendra Kumar Bhattacharya, Amulya Barua, Navakanta Barua, Syed Abdul Malik, Bhabananda Deka, Jogesh Das, Homen Borgohain, Bhabendra Nath Saikia, Lakshmi Nandan Bora, Nirmal Prabha Bordoloi, Mahim Bora, Hiren Gohain, Arun Sharma, Hiren Bhattacharyya, Mamoni Raisom Goswami, Nalini Prava Deka, Nilamani Phukan, Arupa Kalita Patangia, Dhrubajyoti Bora, Arnab Jan Deka, Rita Chowdhury, Anuradha Sharma Pujari, Manikuntala Bhattacharya, Sananta Tanty, Nabakanta Barua, Samir Tanty, y varios más. [cita requerida]
En 1968 se publicó un exhaustivo libro introductorio titulado Assamese Language-Literature & Sahityarathi Lakshminath Bezbaroa, cuyo autor fue el principal literato asamés de la Era Awahon-Ramdhenu y el economista pionero de Assam Bhabananda Deka, junto con sus tres adjuntos, Parikshit Hazarika, Upendra Nath Goswami y Prabhat Chandra Sarma. Este libro fue presentado oficialmente en Nueva Delhi el 24 de noviembre de 1968 por el entonces Presidente de la India, el Dr. Zakir Hussain en conmemoración de la celebración del centenario del nacimiento del decano de la literatura asamesa Lakshminath Bezbaroa. Después de casi medio siglo, este libro histórico ha sido recuperado y reeditado por el galardonado escritor de cuentos y novelista asamés Arnab Jan Deka, que fue publicado por la Fundación Assam-India en 2014. Esta segunda edición ampliada se publicó oficialmente el 4 de diciembre de 2014 con motivo del 150.º aniversario del nacimiento de Lakshminath Bezbaroa y el octavo aniversario de la muerte de Bhabananda Deka por la revista bilingüe con sede en Gran Bretaña Luit to Thames (Luitor Pora Thamsoloi) editor Dr Karuna Sagar Das.

### Literatura bengalí

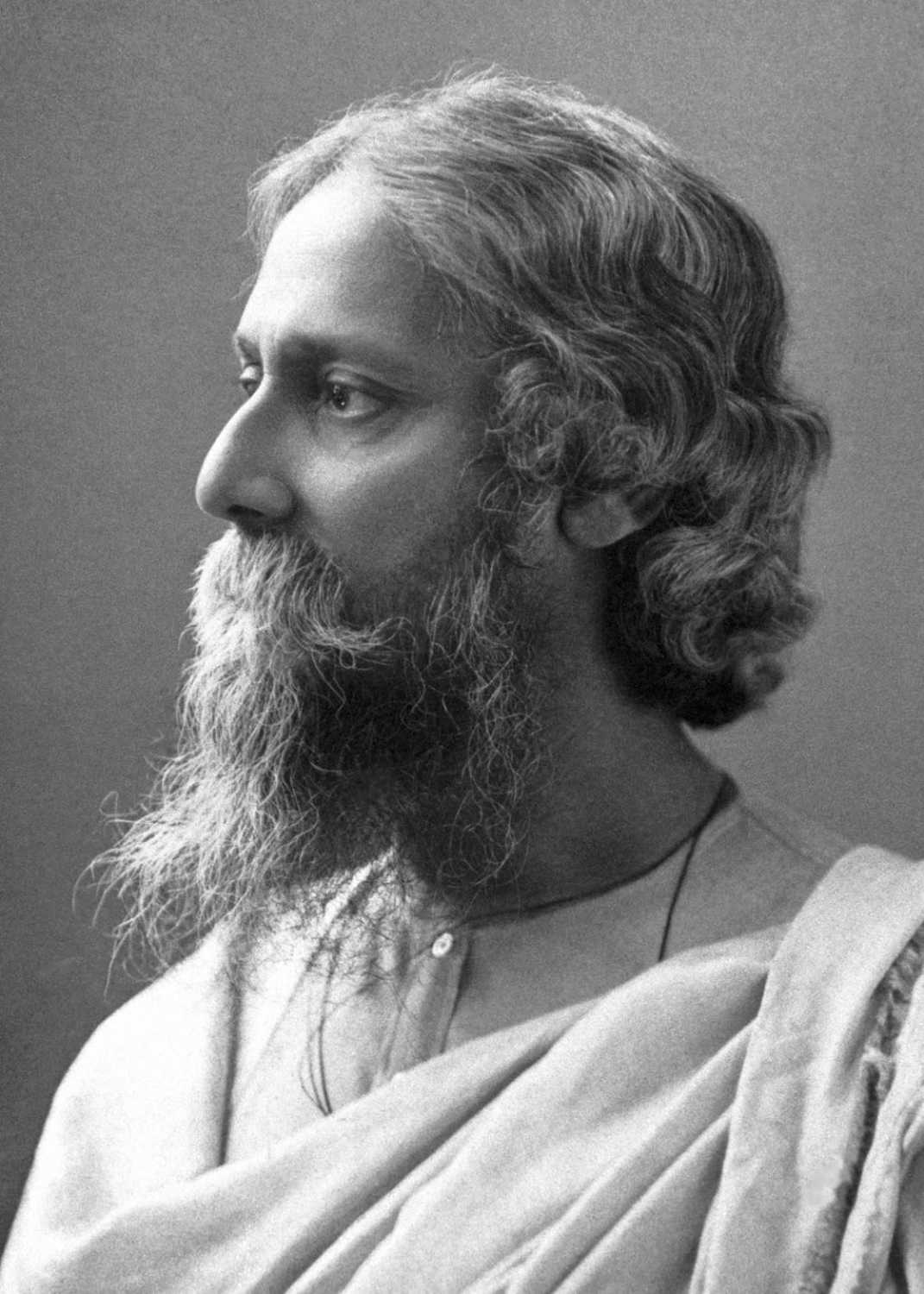
Rabindranath Tagore, autor de numerosas obras, entre ellas Gitanjali y el himno nacional de la India 'Jana Gana Mana'. Fue galardonado con el Premio Nobel de Literatura en 1913 por "su verso profundamente sensible, fresco y bello, mediante el cual, con consumada habilidad, ha hecho que su pensamiento poético, expresado con sus propias palabras en inglés, forme parte de la literatura de Occidente." Fue la primera persona de linaje no europeo en ganar un Premio Nobel

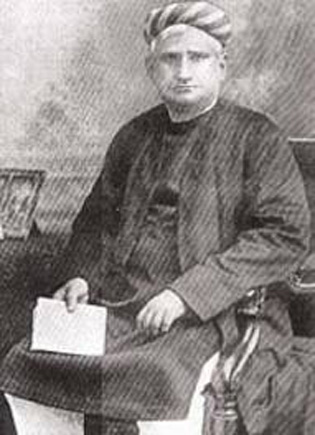
Bankim Chandra Chatterjee, autor de la canción nacional de la India 'Vande Mataram

El primer testimonio de la literatura en lengua bengalí se conoce como Charyapada o Charyageeti, que eran himnos budistas del siglo VIII. El Charyapada es la forma escrita más antigua que se conoce del bengalí. El famoso lingüista bengalí Harprashad Shastri descubrió el manuscrito Charyapada de hoja de palma en la Biblioteca de la Corte Real de Nepal en 1907.
El escritor de lengua bengalí más famoso a nivel internacional es el Premio Nobel Rabindranath Tagore, que recibió el Premio Nobel de Literatura en 1913 por su obra "Gitanjali". Escribió los himnos nacionales de la India y Bangladés: "Jana Gana Mana" y "Amar Sonar Bangla", respectivamente. Fue el primer asiático que ganó el Premio Nobel.
Rabindranath escribió un enorme número de poemas, canciones, ensayos, novelas, obras de teatro y cuentos. Sus canciones siguen siendo populares y todavía se cantan mucho en Bengala.
Kazi Nazrul Islam, que es una generación más joven que Tagore, es también igualmente popular, valioso e influyente en el contexto sociocultural de Bengala, aunque prácticamente desconocido en el extranjero. Y entre los poetas de la generación posterior, Jibanananda Das está considerado como la figura más importante.
Otros escritores bengalíes indios famosos fueron Sharat Chandra Chattopadhyay, Bankim Chandra Chattopadhyay, Michael Madhusudan Dutt, Sunil Gangopadhyay, Bibhutibhushan Bandyopadhyay, etc.
Sukanta Bhattacharya (15 de agosto de 1926 - 13 de mayo de 1947) fue un poeta y dramaturgo bengalí. Junto con Rabindranath Tagore y Kazi Nazrul Islam, fue una de las figuras clave de la poesía bengalí moderna, a pesar de que la mayoría de sus obras se publicaron de forma póstuma. Durante su vida, sus poemas no tuvieron mucha difusión, pero tras su muerte su reputación creció hasta el punto de convertirse en uno de los poetas bengalíes más populares del siglo XX.
El bengalí es la segunda lengua más hablada en la India (después del hindi).
Como resultado del Renacimiento de Bengala en los siglos XIX y XX, muchos de los autores más famosos de la India, y
relativamente recientes de la India están en bengalí.
En la historia de la literatura bengalí sólo ha habido un movimiento literario pionero a cargo de un grupo de poetas y artistas que se autodenominaron hambrientos.

### Literatura hindú
La literatura en lengua hindi comenzó como poesía religiosa y filosófica en períodos medievales en dialectos como Avadhi y Brij. Las figuras más famosas de este periodo son Kabir y Tulsidas. En los tiempos modernos, el dialecto Dehlavi del Cinturón Hindi llegó a ser más prominente que el sánscrito.
Chandrakanta, escrita por Devaki Nandan Khatri, se considera la primera obra en prosa en hindi. Munshi Premchand fue el novelista hindi más famoso. Entre los poetas chhayavadi se encuentran Suryakant Tripathi 'Nirala', Prem Bajpai, Jaishankar Prasad, Sumitranandan Pant y Mahadevi Varma. Otros poetas de renombre son Ramdhari Singh 'Dinkar', Maithili Sharan Gupt, Agyeya, Harivansh Rai Bachchan y Dharmveer Bharti.

### Literatura gujarati

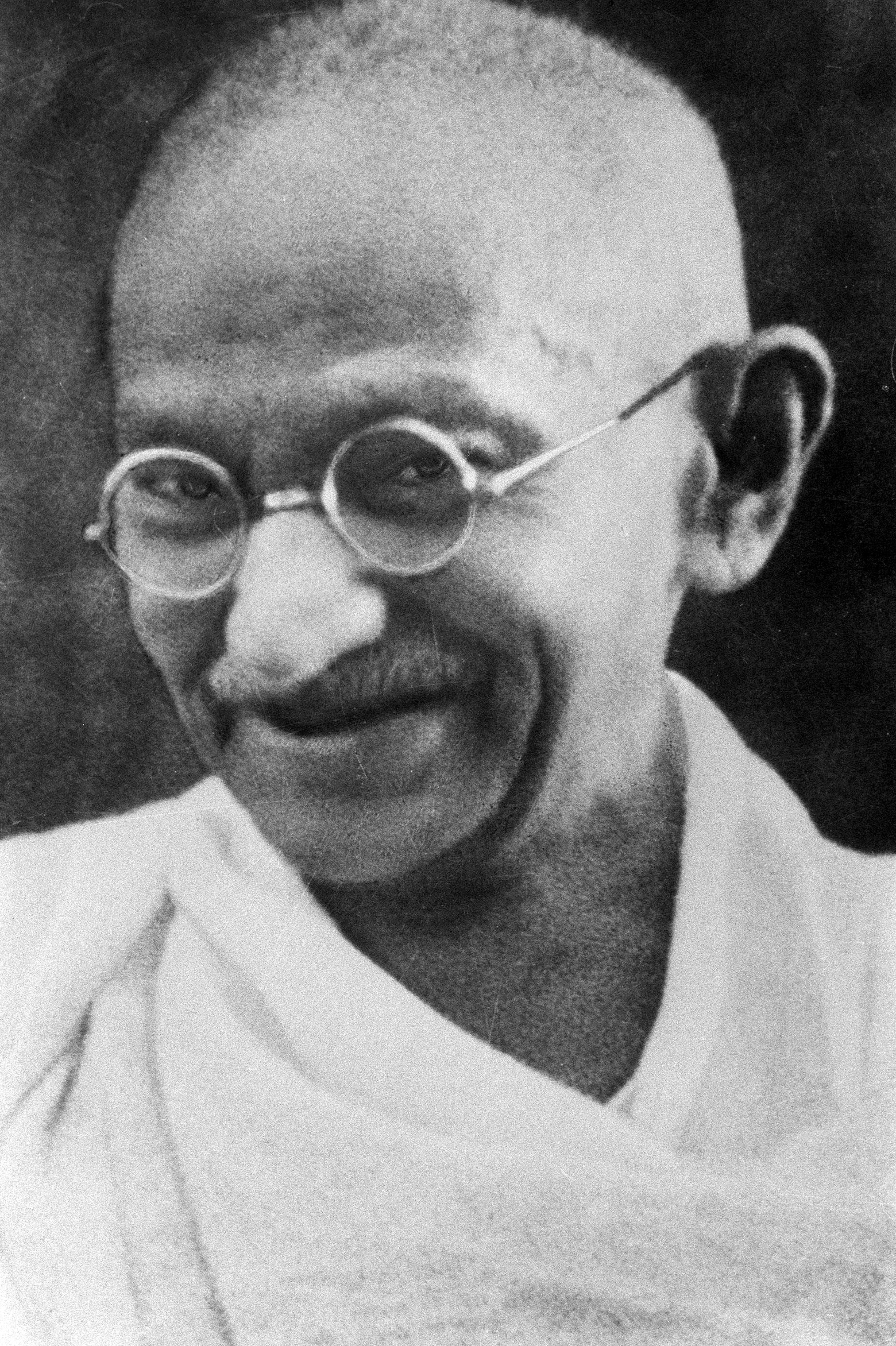
Gandhi escribió extensamente en Gujarati.

La historia de la literatura en lengua gujarati se remonta al año 1000. Desde entonces, la literatura ha florecido hasta la fecha. Los laureados más conocidos de la literatura gujarati son Hemchandracharya, Narsinh Mehta, Mirabai, Akho, Premanand Bhatt, Shamal Bhatt, Dayaram, Dalpatram, Narmad, Govardhanram Tripathi, Gandhi, K. M. Munshi, Umashankar Joshi, Suresh Joshi, Pannalal Patel y Rajendra Keshavlal Shah.
Gujarat Vidhya Sabha, Gujarat Sahitya Sabha y Gujarati Sahitya Parishad son instituciones literarias con sede en Ahmedabad que promueven la difusión de la literatura gujarati.
Umashankar Joshi, Pannalal Patel, Rajendra Keshavlal Shah y Raghuveer Chaudhary han ganado el Premio Jnanpith, el mayor galardón literario de la India.

### Literatura urdu
Entre otras tradiciones, la poesía en lengua urdu es un buen ejemplo de síntesis lingüística y cultural. [El vocabulario árabe y persa basado en la lengua hindi dio lugar a una vasta y muy querida clase de literatura ghazal, generalmente escrita por musulmanes en contextos que van desde el romance y la sociedad hasta la filosofía y el Tassawuf (sufismo). El urdu pronto se convirtió en la lengua de la corte de los mogoles y, en sus formas más elevadas, fue llamado en su día el "Kohinoor" de las lenguas indias. Es seguramente la lengua y la literatura más refinada, enriquecida, sofisticada y madura, que produjo poetas como Mir, Ghalib, Iqbal, Zauq y Faiz. La poesía de Mohammed Iqbal invocó el espíritu de libertad entre los musulmanes de la India, contribuyendo así a la creación de Pakistán.
En la literatura urdu también ha florecido la ficción. Umrao Jaan Ada, de Mirza Hadi Ruswa, es la primera novela importante en urdu. Premchand es considerado el padre de la ficción urdu moderna con su novela Godan y sus relatos cortos como Kafan. El arte del relato corto fue impulsado por Manto, Bedi, Krishn Chander y otros escritores muy aclamados. La novela en urdu alcanzó nuevas cotas en la década de 1960 con las novelas de Qurratulain Haider y Abdullah Hussain. Hacia finales del siglo XX, la novela urdu entró en una nueva fase con la novela MAKAAN de Paigham Afaqui, que marcó tendencia. El ghazal urdu también ha cambiado recientemente su color con una penetración y sincronización cada vez mayor con los temas modernos y contemporáneos de la vida.

## Literatura contemporánea de la India
La mayor parte de la literatura contemporánea hindú presenta una reforma muy clara que hace contraste con la literatura antigua, no obstante, el surgimiento de nuevas corrientes filosóficas, religiosas y políticas en todo el territorio de la India harán que surjan nuevos fines y mensajes dentro de la expresión literaria. De este modo influyen, por ejemplo, los conflictos políticos por los que surge el sentimiento de independencia del territorio indostaní en manos de los británicos. En esta lucha por la liberación aparece influido por el hinduismo y por las doctrinas políticas de León Tolstoi, Mahatma Gandhi que propone una rebelión pacifista que cambiaría el rumbo no solo del país sino también de su cultura. Rabindranath, el poeta que bautizó de «majatma» (‘gran alma’) a Mohandas Gandhi, fue un claro ejemplo del cambio de mentalidad por el que el hinduismo y, en parte, el budismo fueron las corrientes religiosas de referencia retornando en un principio a las antiguas tradiciones. Retornando a la propia esencia de la India y alejándose del yugo británico.

### Rabindranath Tagore
La literatura contemporánea en la India tiene muchos nombres pero sin duda alguna, el mayor de ellos es Rabindranath Tagore, premio nobel de literatura en 1913. Fue el primer escritor no occidental en recibir el Nobel de literatura, además del único indio que ha recibido este gran honor. De origen bengalí, Tagore se convirtió al hinduismo y cultivó la novela, la poesía, la música, el teatro y la canción popular. Rabindranath Tagore revolucionó la literatura bengalí y la literatura india sobre todo con la poesía y las historias cortas, las cuales introdujo el mismo en la literatura bengalí. Sus cuentos cortos están escritos con una prosa poética y rítmica, cargada de belleza y sensualidad y cuya principal temática es la vida de la gente corriente. Tagore comenzó a escribir cuentos a la temprana edad de dieciséis años, cargándolos de una exuberante vitalidad y espontaneidad. Fue un gran filósofo, que acercó la literatura y el pensamiento hinduista al occidental difundiendo la cultura por todo el mundo y uno de los mayores pensadores del siglo XX. Su literatura está impregnada de una gran belleza, religiosidad, amor por la naturaleza y por la tierra. Entre sus obras encontramos títulos como El rey y la reina, Malini, El asceta, El cartero del rey, La luna nueva o La cosecha.<ref>Tagore